# Itapetininga
Itapetininga es un municipio brasileño del estado de São Paulo, situado en latitud 23º35'30" sur y longitud 48º03'11" oeste, estando a una altitud de 656 metros sobre el nivel del mar, y a unos 170 kilómetros de la ciudad de São Paulo. Su población estimada en 2008, era de 156.075 habitantes. Además, es la tercera ciudade más grande 
Fundada en el año 1770, fue un centro principal de la Revolución Paulista de 1924 y luego de la Revolución Constitucionalista de 1932. Actualmente Itapetininga mantiene una pequeña industria, pues la economía de la localidad está fuertemente vinculada a la agricultura, teniendo como productos principales a la gramíneas, frutas, y caña de azúcar destinada a la producción de alcohol. 
Otras actividades económicas importantes de la localidad son la tala de bosques para la producción de madera y la silvicultura derivada de ello, facilitada por la ausencia de grandes elevaciones y la fertilidad de las tierras llanas del municipio.
Conocida informalmente como la "Atenas do Sul Paulista" por la profusión de centros de enseñanza a lo largo de su historia, Itapetininga alberga una de las Facultades de Tecnología del Estado de São Paulo y dos filiales de universidades públicas: de la Universidade Federal de São Carlos y de la Universidad de Brasilia.
La ciudad es sede de la Región de Gobierno de Itapetininga, compuesta por más doce municipios: Alambari, Angatuba, Boituva, Campina do Monte Alegre, Capela do Alto, Cerquilho, Cesário Lange, Guareí, Quadra, São Miguel Arcanjo, Sarapuí y Tatuí, que en conjunto suman más de 520 mil habitantes.

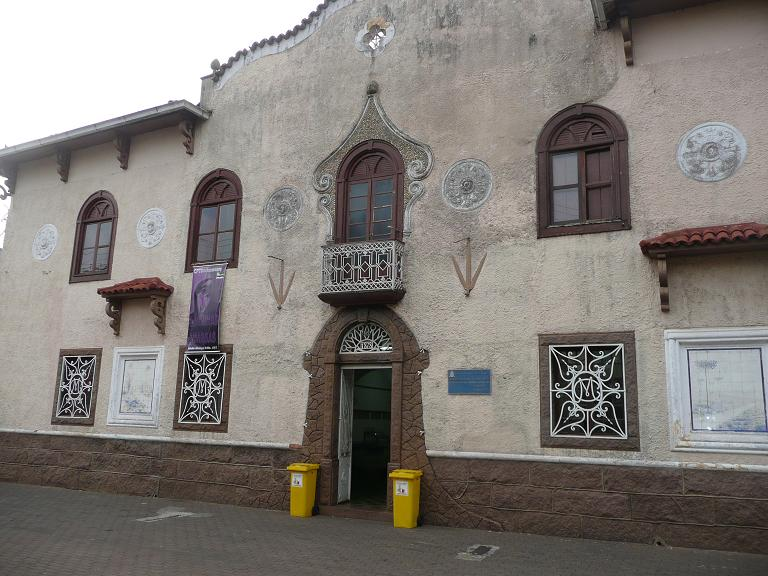
Museo Histórico de la ciudad.